# Un couple parfait
Un couple parfait è un film del 2005 diretto da Nobuhiro Suwa.

## Riconoscimenti
- Premio speciale della giuria del Festival del film Locarno 2005